# Воробьёв, Николай Васильевич (учёный)

Мемориальная доска Н. В. Воробьёву на фасаде 3-го корпуса ИжГТУ

Николай Васильевич Воробьёв (19 мая 1903, Темников, Тамбовская губерния, Российская империя — 11 января 1987, Ижевск, УАССР, СССР) — советский учёный, инженер-механик, преподаватель. Доктор технических наук (1943), профессор (1946). Заслуженный деятель науки и техники РСФСР (1971) и УАССР, один из основоположников отечественной теории цепных передач.
Один из основателей, первых руководителей и преподавателей Ижевского механического института (ныне — Ижевский государственный технический университет им. М. Т. Калашникова).

## Биография
Николай Васильевич Воробьёв родился в городке Темникове Тамбовской губернии (ныне — на территории Республики Мордовия) и был средним из пятерых детей небогатой семьи. В 13-летнем возрасте начал свою трудовую деятельность в ремонтных мастерских паровозного депо станции Сасово. В 1924 году экстерном сдал экзамены за 8 классов и стал студентом 1 курса Московского техникума железнодорожного транспорта, по окончании которого поступил в Московское высшее техническое училище на специальность «Подъёмно-транспортные механизмы». В 1932 году Николай Васильевич окончил МВТУ и поступил в аспирантуру к профессору Людвигу Генриховичу Киферу. В 1935 году им была защищена диссертация на соискание степени кандидата технических наук и по решению Учёного Совета она в полном виде была опубликована в виде монографии. Оставшись работать в МВТУ, Воробьёв продолжил научную деятельность в области исследований цепных передач и незадолго до Великой Отечественной войны успешно защитил докторскую диссертацию.
В годы войны МВТУ был эвакуирован в Ижевск, и на плечи Николая Васильевича как председателя местного комитета училища легли заботы по организации учебного процесса и решения проблем быта преподавателей и сотрудников. После возвращения МВТУ в Москву Воробьёв был назначен на должность декана факультета транспортного машиностроения, а в 1950 избран заведующим кафедрой «Подъёмно-транспортные машины».
В 1952 году в Ижевске на основе оставшихся мощностей «Бауманки» и материальной базы республиканских промышленных предприятий был организован Ижевский механический институт. Среди прочих преподавателей предложили оправиться в Удмуртию и Николаю Васильевичу Воробьёву. Выполняя приказ начальника Главного управления машиностроительных вузов МВО РСФСР, профессор МВТУ переехал с семьёй из столицы в Ижевск, заняв должности декана единственного на то время механико-технологического факультета и заведующего кафедрой начертательной геометрии и черчения. Именно он стал самым первым председателем экзаменационной комиссии ИМИ, а 1 сентября 1952 года подал первый звонок для 100 первокурсников, обходя все этажи корпуса новообразованного института.
В 1954 году Николай Васильевич организовал кафедру «Детали машин и подъёмно-транспортные механизмы», которой бессменно руководил более 20 лет. Он создал первую научную школу ИМИ в области приводов машин, которая в те годы имела всесоюзную и международную известность. Воробьёвым подготовлено 28 кандидатов технических наук и 2 доктора технических наук. Лично Николаем Васильевичем опубликовано более 100 научных трудов, в том числе книга «Цепные передачи», которая прошла 4 переиздания, а также была издана в Венгрии, Румынии, Германии. Расчёты Николая Васильевича были использованы при проектировании эскалаторов Московского метро, им же была разработана система автоматической смазки эскалаторных цепей, благодаря чему исчезла профессия смазчика эскалаторных цепей в метро.
За свою творческую деятельность, трудолюбие, активную жизненную позицию Николай Васильевич неоднократно поощрялся руководством вуза. В его личном деле 40 благодарностей по вузу, занесение на Доску и в Книгу Почёта ИМИ, занесение в книгу Трудовой славы и Геройства Удмуртской АССР, 2 благодарности Минобразования РСФСР, награждение нагрудным значком «За отличные успехи в работе» в области высшего образования СССР и присвоение почётного звания Заслуженный деятель науки и техники РСФСР и УАССР.
С целью увековечивания памяти одного из основателей ИМИ, профессора Николая Васильевича Воробьёва, его родственники вышли с инициативой об установке на фасаде корпуса № 3 университета посвящённой учёному и педагогу мемориальной доски. Торжественное открытие таблички состоялось 8 августа 2018 года.